# Klijent (računarstvo)
Klijent je računarski sistem koji pristupa servisu na drugom računaru (serveru) preko neke vrste telekomunikacione mreže. 
Klijent-server model (klijent-server arhitektura) koristi se na Internetu, kao i u zatvorenim mrežama tzv., Intranet (unutrašnja, ili zatvorena mreža kojoj nije moguće pristupiti bez odgovarajuće dozvole). Koristeći internet protokole korisnici se preko Interneta povezuju sa drugim računarima. Brauzeri su programi klijenti koji se povezuju sa mrežnim serverima na Internetu koji im šalju instrukcije za učitavanje internet stranica. Veliki broj ljudi koristi imejl klijente za razmjenu i čitanje elektronske pošte. I program za chat je klijent program.
U poslednje vreme velike klijentske aplikacije prebacuju se na stranu servera sa ciljem da brauzer postane univerzalni klijent. Primeri su Veb imejl, Internet radio, Internet televizija i slično. 